# Estadio Max Augustín
Le stade Max Augustín est le stade de football principal de la ville péruvienne d'Iquitos. Il fut inauguré en 1942. 
Propriété de l'Instituto Peruano del Deporte, le stade est le lieu de résidence des matchs à domicile du Colegio Nacional de Iquitos, du José Pardo et du Sport Loreto. Sa capacité actuelle est de 24 576 places assises.

## Histoire
Il accueille trois matchs lors de la Coupe du monde des moins de 17 ans 2005. Le 26 mars 2007, le stade accueille un match amical : Pérou - Costa Rica (victoire 3-1 du Pérou).

## Événements
- Coupe du monde de football des moins de 17 ans 2005